# 亞羅克島

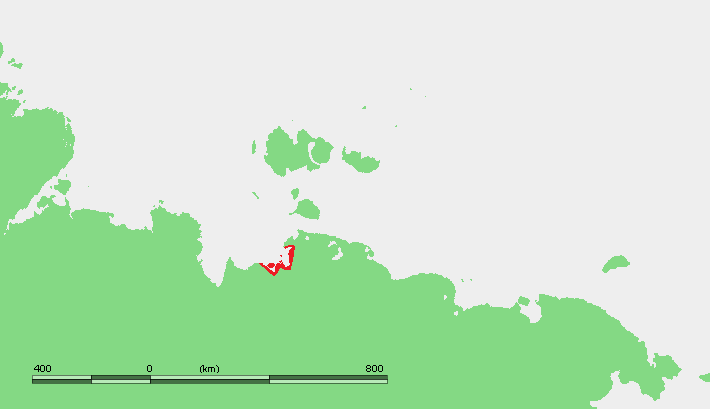

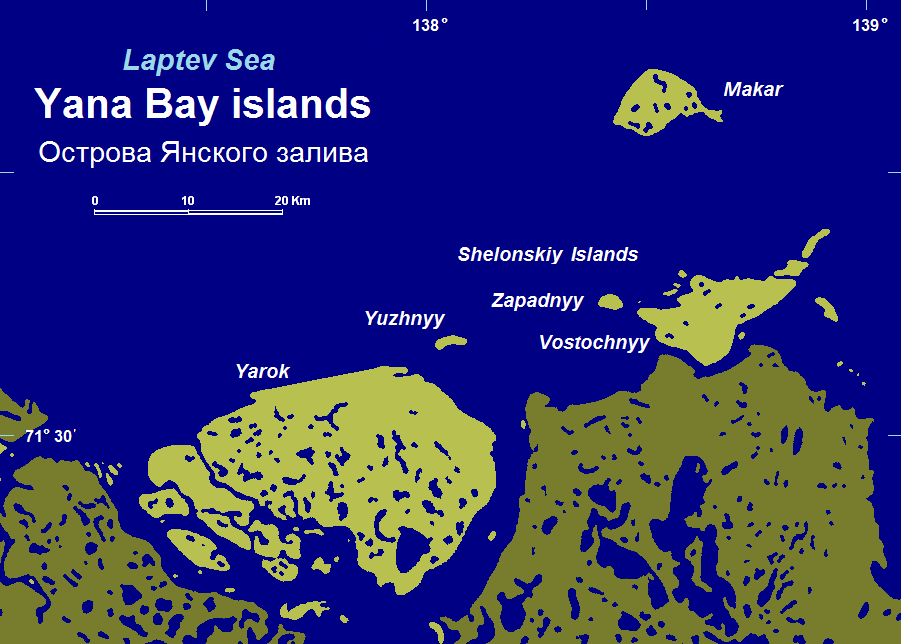

亞羅克島是俄羅斯的島嶼，位於拉普捷夫海，由薩哈共和國負責管轄，長38公里、寬26公里，受北極氣候影響，附近的亞納灣海域每年有約八個月時間被冰封，島上無人居住。

## 外部連結
- Geographical data（页面存档备份，存于）
- Location[永久]

71°32′N 137°40′E / 71.533°N 137.667°E